# Pseudocellus bolivari
Espèce
Synonymes
- Cryptocellus bolivari Gertsch, 1971

Pseudocellus bolivari est une espèce de ricinules de la famille des Ricinoididae.

## Distribution
Cette espèce est endémique du Chiapas au Mexique. Elle se rencontre dans les grottes Sumidero del Camino et Grutas de Zapaluta.

## Description
Le mâle holotype mesure 6,5 mm et la femelle 5,4 mm.

## Étymologie
Cette espèce est nommée en l'honneur de Cándido Luis Bolívar y Pieltáin.

## Publication originale
- Gertsch, 1971 : Three new ricinuleids from Mexican caves (Arachnida, Ricinulei). Association for Mexican Cave Studies bulletin, no 4, p. 127-135.